# Ромазанов, Владимир Файкович

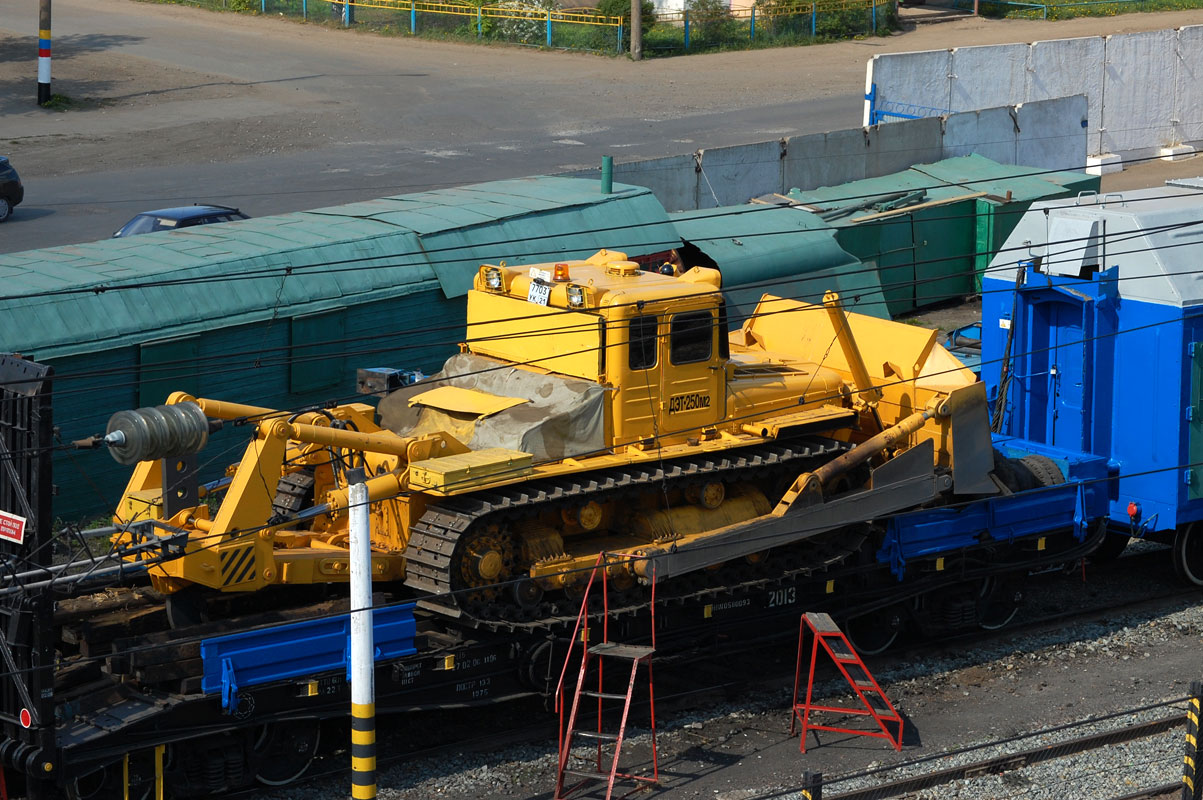
Бульдозер ДЭТ-250.

Владимир Файкович Ромазанов (1950 — 7 июня 2007 года) — ликвидатор аварии на ЧАЭС, кавалер ордена Мужества. Ведущий инженер-наладчик радиоуправляемых бульдозеров ДЭТ-250.

## История
За несколько лет до событий на Чернобыльской атомной электростанции в производственном объединении «Сибцветметавтоматика» (Красноярск) разрабатывалась радиоуправляемая автоматическая система для тракторов-бульдозеров. Её готовили для использования при производстве работ в опасных условиях, чтобы не подвергать опасности жизнь человека при разработке горных выработок и строительстве тоннелей, сопряжённых с возможными обрушениями породы, в том числе, предполагались и другие случаи для её применения. Инженеры и специалисты производственного объединения «Сибцветметавтоматики» одними из первых выехали в Чернобыль для ликвидации аварии. Специалисты «Сибцветметавтоматики» в кратчайшие сроки времени оборудовали семь тяжёлых бульдозеров марки ДЭТ-250 системой радиоуправления, что позволило производить расчистку заражённой территории вокруг ЧАЭС в местах с высокой радиацией без участия трактористов-машинистов. В. Ф. Ромазанов принимал участие в этой работе в качестве ведущего инженера-наладчика радиоуправляемых бульдозеров в период с 21 мая по 26 мая, со 2 июня по 9 июня и с 20 июля по 4 августа 1986 года. При этом получил дозу облучения в количестве 23,4 рентген.

## Знаки отличия
За проявленное мужество и самоотверженность при ликвидации последствий аварии на Чернобыльской АЭС награждён:
- орденом Мужества[1];
- знаком «Участник ликвидации последствий аварии на ЧАЭС»[1];
- памятными медалями[1];
- почётной грамотой Министерства цветной металлургии[1].